# Frank Borzage
Frank Borzage (Salt Lake City, Utah, 23 d'abril de 1893 - Hollywood, Califòrnia, 19 de juny de 1962) fou un director de cinema estatunidenc. A partir del 1916, Thomas H. Ince el contractà com a actor, director i fou un dels millors estilistes del decenni 1925-1935. Conjugant, amb especial sensibilitat, realisme i lirisme, abordà les relacions i la intimitat amoroses. Guanyà el primer Oscar al millor director de la història del cinema.
Va dirigir 14 pel·lícules entre 1917 i 1919 en solitari. El seu major èxit en l'època del cinema mut va ser  Humoresque, protagonitzada per Vera Gordon.
Borzage desenvolupa una filmografia impressionant, que inclou diversos centenars de pel·lícules i que assoleix la seva màxima intensitat amb el cinema mut. Per desgràcia, la major part d'aquests films han desaparegut o no es poden visionar, però el que coneixem d'ells demostra fins a quin punt el cineasta quedarà marcat per aquesta època, la màgia visual de la qual perpetuarà fins i tot la seva última pel·lícula.

## Biografia[4]
Assoleix la consagració al final del cinema mut, quan 7th Heaven (1927) es converteix en un èxit mundial i obté el primer Oscar al millor director de la història del cinema (exaequo amb Lewis Milestone). Amb una història de l'amor, més forta que la guerra i la mort, entre dues persones del carrer, Borzage crea una parella cinematogràfica (Charles Farrell i Janet Gaynor) i imatges apassionants com el soldat cec que puja set pisos, com si es tractés dels nou cercles de l'infern, per reunir-se amb la seva estimada. Aquesta pel·lícula forma un tríptic juntament amb Els àngels del carrer (1928) i Lucky Star (1929), protagonitzades per la mateixa parella.
Tant aquestes pel·lícules com The River (1929) impactaran als surrealistes per la seva forma d'exaltar l'amor embogit. Posseïdor d'un estatus relativament privilegiat, sovint és el seu propi productor, Borzage es converteix al llarg de la dècada de 1930 en un dels cineastes més prestigiosos de Hollywood. La seva inspiració no sembla acusar-ne cap crisi. Les adversitats semblen proporcionar-li l'oportunitat de renovar la seva fe en l'amor capaç de franquejar muntanyes. Els amants d'Adéu a les armes (1932) superen la Primera Guerra Mundial, els desgraciats de Man's Castle (1933) sobreviuen a la misèria de la Gran Depressió, els de Little Man, What Now? (1934) aconsegueixen vèncer al nazisme incipient. Aquest últim tema serà reprès en dues ocasions més, amb Three Comrades (1938) i The Mortal Storm (1940), ambdues protagonitzades per Margaret Sullavan. Aquesta pel·lícula, igual que Little Man, What Now? exercirà un paper històric determinant, en provocar les ires de l'Estat nazi i en precipitar la ruptura de les relacions diplomàtiques amb els Estats Units.
Borzage portarà igualment al seu punt d'incandescència a Joan Crawford, en un conjunt de tres melodrames: Mannequin (1938), The Shining Hour (1938) i Strange Cargo (1940). Però també demostra ser un mestre de la comèdia sofisticada, que sap temperar amb la seva sensibilitat a flor de pell en Desire (1936), produït per Ernst Lubitsch i interpretada per la mítica parella Gary Cooper i Marlene Dietrich.

### Darrers anys
Durant la dècada de 1940 s'evidenciarà el desfasament entre Borzage i el cinema contemporani. Els seus problemes personals (l'abandonament de la seva esposa, l'alcoholisme) l'apartaran progressivament dels grans estudis, i acaba realitzant pel·lícules de sèrie B. I've Always Loved You (1946), amb colors onírics, s'inscriu en la tonalitat sentimental que Borzage va privilegiar sempre. Moonrise (1948) associarà aquesta sensibilitat amb l'univers criminal i opressiu del cinema negre.
Després de 1948, la seva producció fou esporàdica. A finals dels anys 50, Frank Borzage posa el fermall final a la seva carrera amb dues pel·lícules: China Doll (1958), un remake parcial de 7th Heaven, i The Big Fisherman (1959), que recrea brillantment un episodi bíblic. Va ser el director original de Journey Beneath the Desert (1961), però estava massa malalt per continuar, i Edgar G. Ulmer se'n va fer càrrec.
El 1955 i el 1957, Borzage va ser guardonat amb el Premi George Eastman, atorgat per George Eastman House per una contribució distingida a l'art del cinema.

## Filmografia
La producció de Frank Borzage és important malgrat els problemes dels darrers anys. En moltes de les pel·lícules dels primers anys era només actor o director i també actor.
Cinema mut
- 1913: The Mystery of Yellow Aster Mine
- 1913: The Battle of Gettysburg (actor)
- 1914: Samson (actor)
- 1914: The Wrath of the Gods (1914) (actor)
- 1914: The Geisha (1914) (actor)
- 1914: The Typhoon (1914) (actor)
- 1915: Knight of the Trail (1915)
- 1915: The Pitch o' Chance
- 1916: The Pride and the Man
- 1916: Dollars of Dross
- 1916: Life's Harmony
- 1916: The Silken Spider
- 1916: The Code of Honor
- 1916: Two Bits
- 1916: A Flickering Light
- 1916: Unlucky Luke
- 1916: Jack
- 1916: The Pilgrim
- 1916: The Demon of Fear
- 1916: The Quicksands of Deceit
- 1916: Nugget Jim's Pardner
- 1916: That Gal of Burke's
- 1916: The Courtin' of Calliope Clew
- 1916: Nell Dale's Men Folks
- 1916: The Forgotten Prayer
- 1916: Matchin' Jim
- 1916: Land o' Lizards
- 1916: Immediate Lee
- 1917: Flying Colors
- 1917: Until They Get Me
- 1917: A Mormon Maid
- 1917: Wee Lady Betty
- 1918: The Gun Woman
- 1918: The Curse of Iku
- 1918: The Shoes That Danced
- 1918: Innocent's Progress
- 1918: Society for Sale
- 1918: An Honest Man
- 1918: Who Is to Blame?
- 1918: The Ghost Flower
- 1918: The Atom
- 1919: Toton the Apache
- 1919: Whom the Gods Would Destroy
- 1919: Prudence on Broadway
- 1920: Humoresque
- 1921: Get-Rich-Quick Wallingford
- 1921: The Duke of Chimney Butte
- 1922: Back Pay
- 1922: Billy Jim
- 1922: The Good Provider
- 1922: The Valley of Silent Men
- 1922: The Pride of Palomar
- 1923: The Nth Commandment
- 1923: Children of the Dust
- 1923: The Age of Desire
- 1924: Secrets
- 1925: The Lady
- 1925: Daddy's Gone A-Hunting
- 1925: The Circle
- 1925: Lazybones
- 1925: Wages for Wives
- 1926: The First Year
- 1926: The Dixie Merchant
- 1926: Early to Wed
- 1926: Marriage License?
- 1927: 7th Heaven
- 1928: Street Angel
- 1929: Lucky Star
- 1929: They Had to See Paris
- 1929: The River
- 1930: Song o' My Heart
- 1930: Liliom

Cinema sonor
- 1931: Doctors' Wives
- 1931: Young as You Feel
- 1931: Bad Girl
- 1932: After Tomorrow
- 1932: Young America
- 1932: Adéu a les armes (A Farewell to Arms)
- 1933: Secrets
- 1933: Man's Castle
- 1934: No Greater Glory
- 1934: Little Man, What Now?
- 1934: Flirtation Walk
- 1935: Living on Velvet
- 1935: Stranded
- 1935: Shipmates Forever
- 1936: Desire
- 1936: Hearts Divided
- 1937: Green Light
- 1937: History Is Made at Night
- 1937: Big City
- 1937: Mannequin
- 1938: Three Comrades
- 1938: The Shining Hour
- 1939: Disputed Passage
- 1940: I Take This Woman
- 1940: Strange Cargo
- 1940: The Mortal Storm
- 1940: Flight Command
- 1941: Billy the Kid
- 1941: Smilin' Through
- 1942: The Vanishing Virginian
- 1942: Seven Sweethearts
- 1943: La cantina del teatre (Stage Door Canteen)
- 1943: His Butler's Sister
- 1944: Till We Meet Again
- 1945: Pirates del Carib (The Spanish Main)
- 1946: I've Always Loved You
- 1946: La primera dama (Magnificent Doll)
- 1947: That's My Man
- 1948: Moonrise
- 1958: China Doll
- 1959: The Big Fisherman
- 1961: L'Atlantide